# Simon Phillips
Simon Phillips (Londra, 6 febbraio 1957) è un batterista britannico.
Lavora prevalentemente come turnista ed ha suonato con diversi artisti tra cui Toto dal 1992 dopo la scomparsa di Jeff Porcaro fino al 2014, Whitesnake, Joe Satriani, Mike Oldfield, Michael Schenker Group, Judas Priest e Pete Townshend. Inoltre a partire dagli anni ottanta ha composto molti singoli, come Protocol in cui egli stesso suona tutti gli strumenti. Phillips nel 2009 ha festeggiato il 30º anniversario con Tama e proprio in onore del festeggiamento ha ricevuto un set in edizione limitata.

## Biografia
Ha iniziato a suonare la batteria, spinto dal padre musicista, all'età di tre anni. A dodici anni inizia già a comporre e incidere musica con il gruppo dixieland del padre, Sid Phillips. Appena ventenne Simon gode già di una buona reputazione come batterista e verso i trent'anni lavora già con molti artisti famosi.
Ha collaborato con musicisti come Pete Townshend, Jeff Beck, Brian Eno, The Who, Toto, Mike Oldfield, Gary Moore, Phil Manzanera, Asia, Mike Rutherford. Ha lavorato anche con Murray Head, Dana Gillespie, Umberto Balsamo, Steve Lukather, Art Garfunkel, Mick Jagger, Stanley Clarke.
Phillips ha lavorato anche con artisti heavy metal, come i Judas Priest con Sin After Sin e come Michael Schenker con The Michael Schenker Group.
Nel 1989 Simon ha preso parte al reunion tour dei The Who, prendendo il posto di Keith Moon e ha suonato negli album solisti di Pete Townshend e Roger Daltrey.
Nel 1992 Simon fu l'unico batterista ritenuto "degno e capace" e quindi contattato dai Toto per sostituire lo scomparso Jeff Porcaro. Simon aveva già collaborato con David Paich e il già citato Steve Lukather. Con questa band ha militato per un buon periodo, partecipando a molte tournée mondiali e registrando alcuni album, in studio e live, occupandosi spesso degli aspetti tecnologici per le performance dal vivo e la registrazione. Oltre ai Toto, Phillips ha una band rock/fusion chiamata Protocol con cui ha inciso 3 dischi, di cui gli ultimi due nel 2013 e nel 2015 con Ernest Tibbs, Steve Weingart e Andy Timmons. Nel 1997, in occasione del 90º anniversario della Hoshino Gakki, la nota casa produttrice di chitarre e batterie sotto i marchi Ibanez e Tama, Simon ha affiancato l'eclettico e talentuoso chitarrista Andy Timmons ed i celebri Paul Gilbert e Steve Vai.
Numerosissime le seguenti collaborazioni, quali quella del 2000 con il tastierista Derek Sherinian (ex Dream Theater) per il suo disco solista "Inertia" e la successiva tournée con la band di Sherinian, i Planet X, in cui ha sostituito Virgil Donati e quella al Trio Project della pianista giapponese Hiromi Uehara assieme al bassista Anthony Jackson.
Oltre a essere batterista, Simon si dedica, nel suo "Phantom Studio" a Sherman Oaks (California), all'attività di produttore e ingegnere del suono, spesso in compagnia del chitarrista Mike Oldfield.

## Discografia

### Discografia solista
- Manhattan, 1992

### Con i Judas Priest
- 1977 - Sin After Sin

### Con il Michael Schenker Group
- 1980 - The Michael Schenker Group
- 2008 - In the Midst of Beauty
- 2011 - Temple of Rock

### Con i Toto
- 1995 - Tambu
- 1998 - Toto XX
- 1999 - Mindfields
- 2002 - Through the Looking Glass
- 2006 - Falling In Between

### Con Hiromi
- 2011 - Voice
- 2012 - Move
- 2014 - Alive
- 2014 - Move: Live in Tokyo
- 2016 - Spark

### Partecipazioni
- 1988 - The Protocol, Food for Thought,
- 1982 - Jon Anderson, Animation
- 1980 - Jeff Beck, There & Back,
- 1977 - Jack Bruce, How's Tricks
- 2011 - Steve Hackett, Beyond the Shrouded Horizon
- 1986 - Nik Kershaw, Radio Musicola
- 1994 - Steve Lukather, Candyman
- Mike Oldfield, Crises, 1983
- Heaven's Open, 1991
- The Who, Join Together, 1990
- Ph.D., Is It Safe?, 1983
- Joe Satriani, Flying in a Blue Dream, 1989
- Smallcreep's day, Mike Rutherford, 1979

## Strumentazione

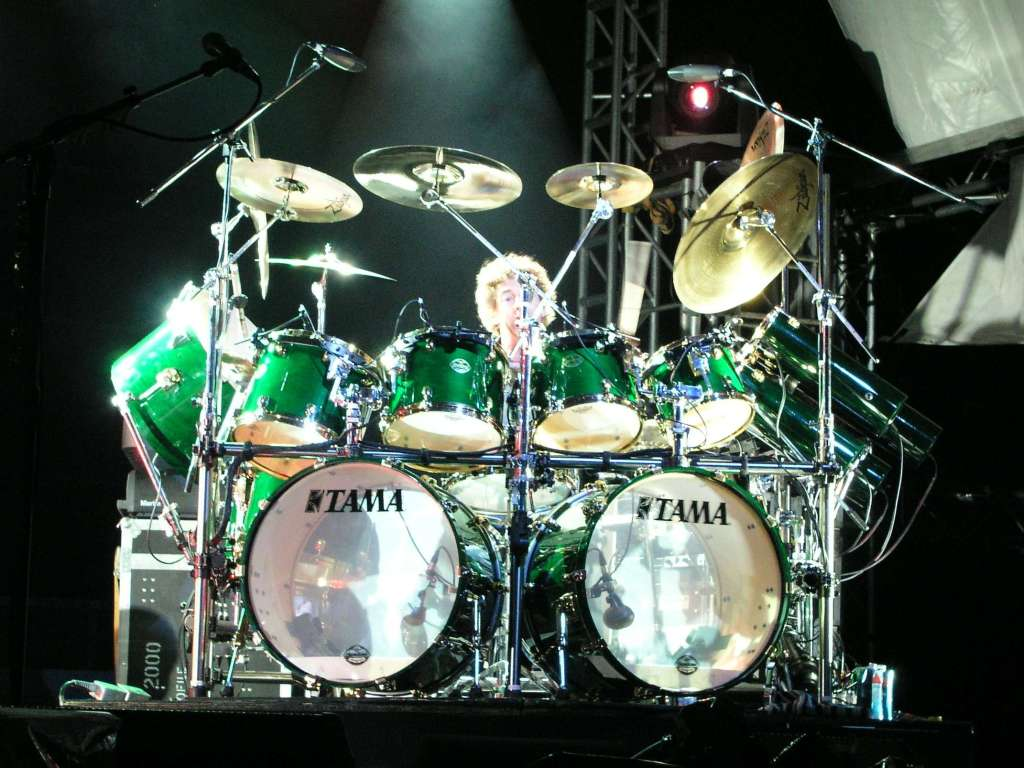
Simon Phillips alla batteria

Simon Philips è endorser per Tama, Zildjian e Pro Mark e ha un set così composto:
Fusti: TAMA BUBINGA ELITE
- - 15"x 24" Bass Drum 2x
  - 14"x 20" Gong (Bass) Drum
  - 14"x 18" Floor Tom
  - 13"x 16" Floor Tom
  - 12"x 15" Floor Tom
  - 11"x 14" Tom Tom
  - 10"x 13" Tom Tom
  - 9"x 12" Tom Tom
  - 7"x 10" Tom Tom
  - Snare Drums
    - Tama "Gladiator"(5.5x14 1mm bronzo e black nickel plated) Signature snare drum
    - Tama "Monarch"(6.5x14 3 strati acero/3 in bubinga/2 in acero) Signature snare drum
    - Tama "Pageant"(5x12 7ply maple) Signature Wooden Snare Drum

  - Octoban 443mm
  - Octoban 472mm
  - Octoban 536mm
  - Octoban 600mm

Hardware:
- 2 Iron Cobra Kick Pedals
- Iron Cobra Hi-hat Stand
- Tama Drum Rack System
- Tama Drum Throne

Piatti:
- Zildjian Avedis 24" Swish Knocker
- Zildjian Armand Custom 22" Ride
- Zildjian Armand 14" Custom Hi Hat
- Zildjian Armand 12" Splash
- Zildjian Armand Custom Crash 19"
- Zildjian Armand Custom Crash 18"
- Zildjian Armand Custom Crash 17"
- Zildjian FX 22" Oriental China Trash
- Zildjian FX Trashformer 14"
- Zildjian 10" Special Recording Hi-hat
- Plywood Custom Drum Plinth

ProMark 707 "Simon Phillips" Hickory Drum Sticks